# The Testament of Freedom
The Testament of Freedom es una obra de cuatro -  movimiento para  coro y piano de hombres compuesta en 1943 por Randall Thompson. Fue estrenada el 13 de abril de 1943 por el Virginia Glee Club bajo la dirección de Stephen Tuttle; el compositor se desempeñó como pianista. Thompson más tarde  orquestado la pieza, y también produjo un arreglo para coro mixto. La música se publicó en 1944.

## Historia
La pieza fue escrita para el Virginia Glee Club mientras Thompson enseñaba en la Universidad de Virginia, y estaba destinada a celebrar el bicentenario del nacimiento de Thomas Jefferson; en consecuencia, el texto de la obra se tomó de los escritos de Jefferson. Aunque estaba pensado como un trabajo ocasional, la pieza pronto se vio como una oportunidad para proyectar un mensaje edificante sobre los Estados Unidos en  tiempo de guerra; su estreno fue grabado por  CBS y se transmitió rápidamente en todo el país. También fue transmitido por onda corta radio a través de la red Oficina de Información de Guerra de los Estados Unidos (OWI) a los militares aliados estacionados en Europa.
El 14 de abril de 1945, fue interpretada por Serge Koussevitzky y la Orquesta Sinfónica de Boston en Carnegie Hall como parte de un concierto en memoria de Franklin D. Roosevelt, quien había muerto dos días antes. La pieza sigue siendo popular y es interpretada con frecuencia por coros de hombres.

## Estilo
El primero de los cuatro movimientos de la pieza es similar en estilo a un himno; se abre con una invocación instrumental de cinco -  nota destinada a deletrear rítmicamente el nombre "Thomas Jefferson". La melodía utilizada en el movimiento reaparece de diversas formas a lo largo del resto de la pieza. El segundo movimiento es de naturaleza más lenta y se asemeja a un canto fúnebre; numerosos escritores, incluyendo Virgil Thomson, comentaron sobre su parecido con cantos de la Iglesia ortodoxa. El tercer movimiento es un scherzo, mientras que el cuarto recapitula temas escuchados en los otros movimientos. La obra finaliza con un retorno de la melodía y el texto iniciales.

## Textos
Primer movimiento
El Dios que nos dio la vida nos dio libertad al mismo tiempo; la mano de la fuerza puede destruirlos pero no puede separarlos.
-  Una visión resumida de los derechos de la América británica  (1774)
No luchamos por la gloria ni por la conquista. Mostramos a la humanidad el notable espectáculo de un pueblo atacado por enemigos no provocados, sin imputación ni sospecha alguna de delito. Se jactan de sus privilegios y civilización y, sin embargo, no ofrecen condiciones más suaves que la servidumbre o la muerte.
En nuestra tierra natal, en defensa de la libertad que es nuestro derecho de nacimiento y de la que gozamos hasta la última violación de la misma; para la protección de nuestra propiedad, adquirida únicamente por la honesta industria de nuestros antepasados y de nosotros mismos; contra la violencia efectivamente ofrecida; hemos tomado las armas. Los abandonaremos cuando cesen las hostilidades por parte de los agresores y se elimine todo peligro de reanudación, y no antes.
- Declaración de las causas y la necesidad de tomar las armas (6 de julio de 1775)
No moriré sin la esperanza de que la luz y la libertad avancen firmemente. E incluso si la nube de barbarie y despotismo oscurece nuevamente la ciencia y las libertades de Europa, este país permanece para preservar y devolverles la luz y la libertad. Las llamas encendidas el 4 de julio de 1776 se han extendido demasiado por el globo para ser extinguidas por los débiles motores del despotismo; al contrario, consumirán estos motores y todos los que los trabajen.
—Carta a John Adams, Monticello (12 de septiembre de 1821)
El Dios que nos dio la vida nos dio libertad al mismo tiempo; la mano de la fuerza puede destruirlos pero no puede separarlos. 